# Turismo rural
El turismo rural es una actividad turística que se realiza en un espacio rural, o natural, habitualmente en pequeñas localidades (menores a los 1000 o 2000 habitantes) o fuera del casco urbano en localidades de mayor tamaño. Las instalaciones suelen ser antiguas masías, cortijos y caseríos que, una vez rehabilitados, reformados y adaptados, suelen estar regentados familiarmente, ofreciendo un servicio de calidad, en ocasiones por los mismos propietarios. El agroturismo, el turismo ecológico y el turismo enológico son algunas de las modalidades que, de acuerdo a sus características, pueden incluirse dentro del turismo rural.

## Definición
De acuerdo a la Organización Mundial del Turismo, define el turismo rural como:

El turismo rural es un tipo de actividad turística en el que la experiencia del visitante está relacionada con un amplio espectro de productos vinculados por lo general con las actividades de naturaleza, la agricultura, las formas de vida y las culturas rurales, la pesca con caña y la visita a lugares de interés.

Las actividades de turismo rural se desarrollan en entornos no urbanos (rurales) con las siguientes características: 
1.  baja densidad demográfica, 
2.  paisajes y ordenación territorial donde prevalecen la agricultura y la silvicultura, y 

3.  estructuras sociales y formas de vida tradicionales
 Comité de Turismo y Competitividad (CTC), 2019

El turismo rural también es conocido como turismo de naturaleza ya que se realiza en espacios naturales sin en embargo, el turismo rural tiene como objetivo principal aprender y apreciar la socio culturalidad del lugar y el turismo de naturaleza se enfoca en apreciar y aprender de la naturaleza. 

## Características

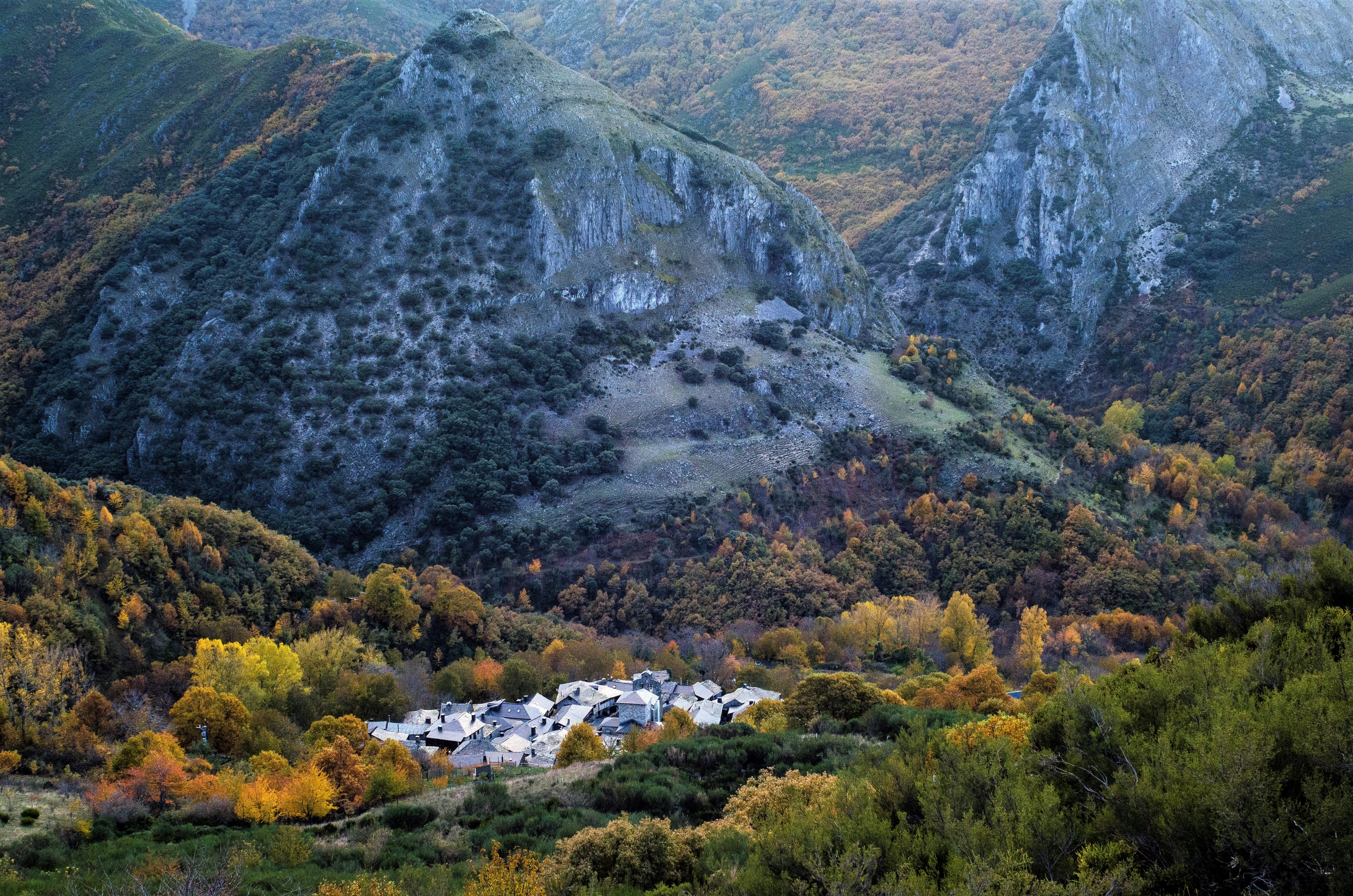
Turismo rural: enclave pintoresco en las montañas.

El turismo rural genera un conjunto de relaciones humanas resultantes de la visita de turistas a comunidades campesinas, aprovechando y disfrutando el ambiente, los valores naturales, culturales y socio-productivos. La incorporación de la actividad turística al sector rural ha despertado gran interés porque atiende una demanda en crecimiento, ocupa factores ociosos (mano de obra y capital) y evita el éxodo del campo, incorporando a la mujer y a los jóvenes como protagonistas.
Aunque algunos desarrollos turísticos y agrarios pueden recibir subsidios y apoyos estatales, es en general una actividad económica que se autofinancia.

### Motivaciones del turismo rural
Varios factores apuntalan la creciente popularidad del turismo rural en el mundo de hoy:
- Riqueza histórico-cultural
- Sentimientos que despierta el lugar
- Limpieza y tranquilidad del entorno
- Trato recibido
- Armonía del entorno
- Mantenimiento del estilo arquitectónico.
- Tiendas
- Riqueza histórico-paisajista
- Gestión turístico-cultural
- Oferta turística complementaria

## Tipos de alojamiento rural

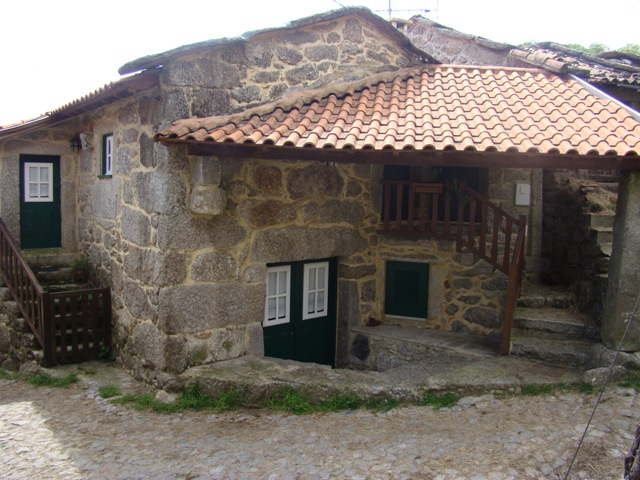
La casa rural es la forma más típica de alojamiento en el turismo rural.

Existen varios tipos de alojamiento rural turístico según la clase de vivienda donde se realice la estancia. Podemos señalar los siguientes, ordenados de mayor a menor disponibilidad:
- Casa rural, ya sea en alquiler completo o compartida (alquilada por habitaciones). Según la zona o tipo de vivienda pueden recibir un nombre específico: cortijo, masía, estancia...
- Apartamento rural
- Hotel rural, balneario
- Bungaló, cabaña
- Albergue
- Tienda de campaña o caravana, habitualmente dentro de un cámping

## Modalidades de turismo rural
Junto a la modalidad estándar, consistente en disfrutar fundamentalmente de la casa y de los lugares o atractivos turísticos próximos a ella, existen algunas modalidades de turismo rural caracterizadas por la realización de algún tipo de actividad ligada a dicha estancia. Entre ellas cabe destacar:
- Agroturismo[3]

Su finalidad es mostrar y explicar al turista el proceso de producción en los establecimientos agropecuarios. Consiste en alojarse en casas rurales, de aldea, etc., bien alquilando toda la vivienda con una serie de servicios, bien una habitación o espacio de la misma. Los propietarios ofrecen actividades relacionadas con el mundo agrario y rural: alimentación con productos de cosecha propia, alquiler de caballos, práctica de deportes de riesgo, escuela de ecología, viajes en carro o cursos de cocina artesanal.
- Enoturismo y gastroturismo

Son estancias turísticas asociadas a una explotación vinícola o establecimiento gastronómico, en la cual los huéspedes disfrutarán conociendo y degustando la producción de la misma.
- Turismo ecológico o ecoturismo

Es una modalidad de turismo en la cual se privilegia la sostenibilidad, la preservación y la apreciación del medio (tanto natural como cultural). Dentro de este se distingue a veces el ecoturismo comunitario, en el cual la comunidad local participa activamente en la gestión y desarrollo del emprendimiento ecoturístico.
Por último, otras modalidades de turismo rural que también existen son:
- Turismo de estancias. Propio del Cono Sur latinoamericano.
- Turismo Vivencial y de Experiencias.
- Rutas Alimentarias: Por ejemplo de Ruta del Café Colombiano.
- Turismo Deportivo. Es aquel en el que el motivo principal del viaje es la práctica de actividades deportivas en ambientes naturales -a menudo deportes de riesgo-, aunque también se denomina así al turismo realizado para presenciar competiciones deportivas en lugares lejanos. En este último caso no tiene que ver con el turismo rural.
- Etnoturismo: Busca esa necesidad de los turistas por rescatar esas culturas ancestrales, dentro de su propio paradigma, encontrar y conocer esas claves milenarias que transportan a los orígenes del ser humano en este mundo; que se encuentra en la búsqueda de vestigios históricos que logren encadenar recuerdos rotos por el mismo hombre.

## El turismo rural en España

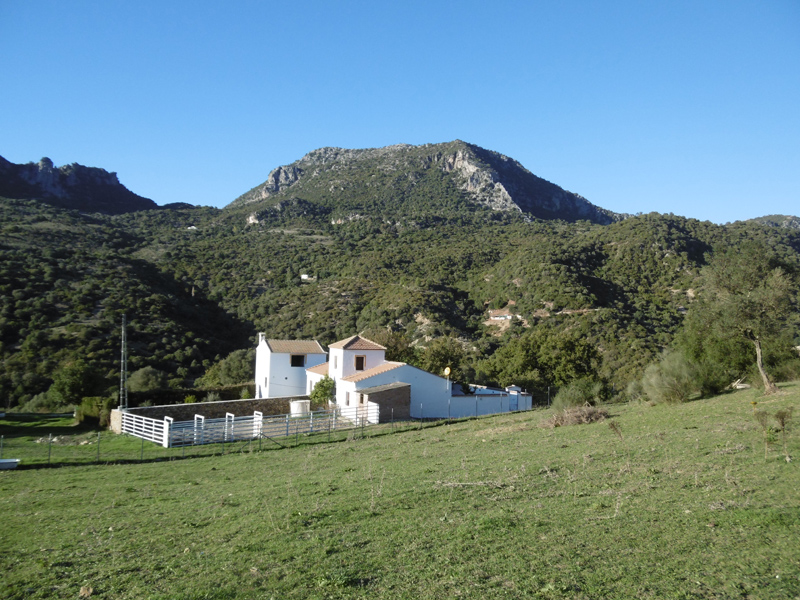
Casa rural en Andalucía

El turismo rural es relativamente reciente en España en relación con el resto de Europa, donde ya existía desde los inicios del turismo de masas. Zonas como los Alpes o la Provenza fueron impulsoras de este nuevo tipo de alojamientos, que al ofrecer una serie de elementos, como el contacto con la naturaleza, la calidad material y humana, la gastronomía y el patrimonio local, provocó la revalorización del ámbito rural y sus productos locales y artesanales.
Hay diferentes modalidades.
Edificios donde existen distintas habitaciones con elementos comunes como son los baños, el salón y la cocina. Con cierta frecuencia se suele compartir con los propietarios, aunque disponen de una zona privada. En el caso de que vivan los propietarios, se suele alquilar por habitaciones (tipo hotel, con servicios alimenticios) o completa (casa de alquiler completo) para grupos.
El INE mantiene una encuesta anual de ocupación de alojamientos de turismo rural.

## El turismo rural en Chile

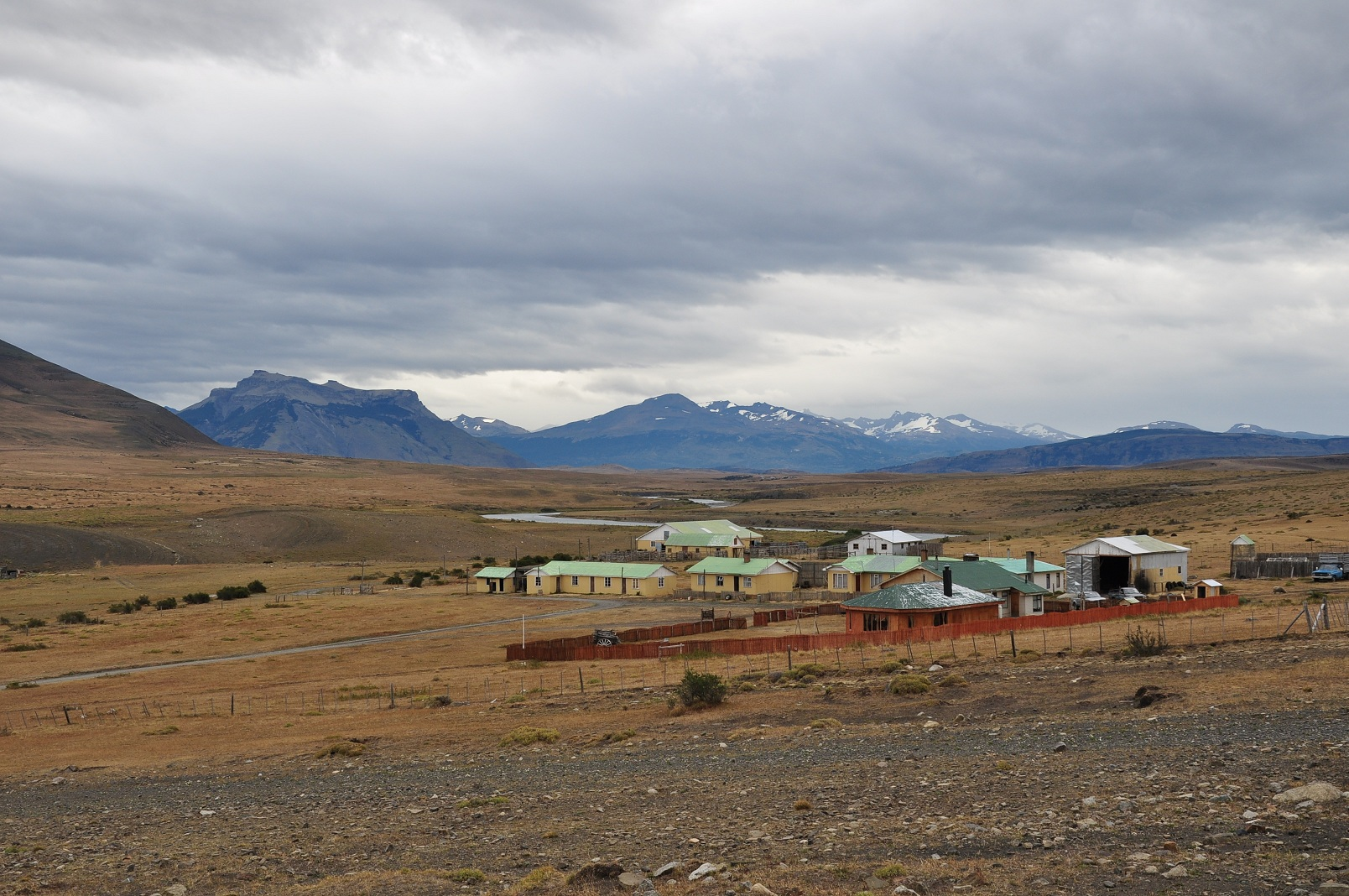
Estancia de turismo rural en la Patagonia chilena.

En 1995 Instituto de Desarrollo Agropecuario comienza a apoyar formalmente a los usuarios agrícolas para diversificar su economía local en torno al turismo como alternativa de negocio al para los pequeños productores agropecuarios y sus familias.
En agosto de 2011, se establece un convenio de colaboración con el Servicio Nacional de Turismo generando condiciones de trabajo para el desarrollo de los usuarios del programa de turismo rural de INDAP a través de la promoción turística nacional.
En octubre de año 2011, se aprueban en INDAP las normas técnicas y los procedimientos operativos del programa de turismo rural.En este documento se reconocen cono servicios de turismo rural: Servicios de alojamiento en categorías de cabañas, hospedajes familiares, posadas, refugios, hosterías, estancias, lodge, y los denominado bed & breakfast.
Servicios de restauración o alimentación, servicios guiados y actividades de turismo aventura que incluye actividades tales como cabalgatas, observación de flora y fauna, excursionismo o trekking, senderismo o hikking.